# ノッチ (お笑い芸人)
ノッチ（1965年7月26日 - ）は、日本のお笑い芸人であり、お笑いコンビデンジャラスのボケ担当。相方は安田和博。
本名及び旧芸名は、佐藤 望 （さとう のぞむ）。
「ノッチで〜す!」と言いながら両手を広げて前に突き出す「決めポーズ」がある。
愛媛県新居浜市出身。太田プロダクション所属。新居浜市立新居浜南中学校、松山聖陵高等学校卒業。

## 来歴

### 学生時代
中学・高校時代は陸上部に所属していた。中学時代、県陸上大会の中距離種目で優勝したことがあり、その後もマラソンを続けている。
高校時代は3000メートル障害で四国大会3位に入賞している。
お笑い系の種としては当時放映されていた『熱中時代』の水谷豊のものまねが得意で教室内でのセリフや『やさしさ紙芝居』を歌って同級生に披露していた。

### 芸人として
1988年「デンジャラス」結成。ボケ担当。
1996年に結婚したが2001年に離婚。結婚前に交際していた女性と2002年に復縁し、2006年1月30日に再婚した。2008年8月24日第1子女児が誕生。2013年8月19日に第2子女児が誕生。
2010年2月28日に開催された東京マラソンに出場し、3時間34分42秒で完走した。
4月3日放送の『オールスター感謝祭'10春超豪華!クイズ決定版』の赤坂5丁目ミニマラソンにて、8位入賞となり賞金5万円を獲得したが、飴を持参した吉田敬（ブラックマヨネーズ）同様、休憩後、水をスタジオに持参し、賞金5万円はすべて没収された。
2011年3月放送分の『紳助社長のプロデュース大作戦!』でレギュラーに代わり、沖縄県宮古島市にある民宿「夢来人」の2代目支配人として、妻子ともに宮古島に移住したが、8月23日の紳助引退に伴い番組が打ち切りとなったため、帰京した。「夢来人」は9月25日まで営業を続けた。ノッチ夫妻は撤収作業に参加し、支配人としての最後の役目を果たした。
2011年、『行列のできる法律相談所』の番組企画で、マラソン実績を生かしトライアスロン大会に2回出場した。5月15日『第25回指宿トライアスロン大会』、9月4日『2011佐渡国際トライアスロン大会』。
プライベートで、2012年4月15日『第28回全日本トライアスロン宮古島大会』に出場。ゲストとして、7月8日『2012野尻湖カップトライアスロン・ジャパンオープン』に出場した。これら4回の挑戦の内、2011年指宿と2012年野尻湖の2つの大会で完走した
2019年9月28日の『オールスター感謝祭2019秋』で、名物コーナー『赤坂5丁目ミニマラソン』で、6位に入り、賞金1万円を獲得したが、2020年4月4日以降のミニマラソンには参加できなくなった。しかし、理由は不明だが2021年3月27日に復帰している。

## 人物

### 趣味
オートバイ

### 交友関係
元お笑い芸人で、現在は舞台俳優のテキサスによると、ノッチと同じ新居浜南中学校の卒業生であるという。

### エピソード
16歳からオートバイに乗っていたためバイク企画がある番組にも呼ばれる。2012年9月に所有していたXL883Rが盗難にあう。
後述のオバマのモノマネで再ブレイク後は恐妻家キャラも確立し、妻と共にテレビ出演することも増えている。妻はお笑い芸人以上にお笑いに厳しく、「だからお前ら売れねーんだよ！！」と夫どころか相方ですら殴る。しかし理不尽な怒り方ではなく実際2人がスベって空気を悪くする事があるため、怒る事で笑いに変えている。とんねるずの石橋貴明はその姿に感銘を受け「奥さん、フジテレビの社員だったら敏腕プロデューサーだよ」「こんな立派なプロデューサーがいるんだから頑張らないと」と言われ、木梨憲武からは「奥さんの方が面白い」と言われた。

## オバマのモノマネ
2008年アメリカ合衆国大統領選挙期間中に、候補者の一人（2009年1月20日から第44代大統領）バラク・オバマに似ているとして話題になり、オバマになりきって登場するパフォーマンスで、テレビ出演が急増し再ブレイクを果たした。その時のギャグは「Yes,we can」で、妻の発案である。オバマのマネをするきっかけは、ノッチが自宅で横になって寝ていた際、偶然妻がオバマと似ていることを発見し、携帯電話で写真を撮りブログに掲載したところ話題になりアクセス数が増え徐々に知られるようになったことである。2008年11月5日放送の『悪魔の契約にサイン』で、シカゴの日刊紙・シカゴ・トリビューンのインタビューにも答えており、「Japanese Obama」として記事に掲載された。その後、セントルイスで開かれた集会に出席し、通りかかるオバマに対し「僕はオバマだ」と言った際に「君はオバマだ」と言われ、「オバマ公認のオバマ」となった。
2009年9月に鳩山由紀夫が第93代内閣総理大臣に就任したことに乗じて、同年9月16日にはサンケイスポーツの企画で、鳩山の物真似芸人・鳩山来留夫と、オバマに扮したノッチとの「日米首脳会談」を行った。その後、鳩山の総理大臣在任中は、来留夫とのセッティングが組まれることが多くなった。また、同年11月にソニー・デジタルエンタテイメントのケータイコミック「超人大統領オバマン」に出演している。

## その他のモノマネレパートリー
- 岡村隆史（ナインティナイン）
- ウド鈴木（キャイ〜ン）
- 井ノ原快彦
- 佐藤琢磨[17]
- 山田勝己（SASUKEオールスターズ）
- マギー審司
- タイガー・ウッズ

## 出演
- めちゃ×2イケてるッ!（フジテレビ系列）
- アリケン（テレビ東京系列） - オーディション企画でオネェキャラ「穴井我聞」として出演。
- イツザイ（テレビ東京系列） - インディーズ芸人オーディションに「高倉文太」として出演。
- たかじんONEMAN（毎日放送制作）ゲスト出演
- ラジカルモンスター（SBSラジオ） - 1997年9月に自身が作詞作曲し歌った「“ラヴ”〜虹のかけ橋」でCDデビューを果たしている[18]。
- らじおの王様
- 行列のできる法律相談所（日本テレビ系列）ゲスト出演 （ただし「気の毒な夫ナンバーワン」はレギュラー出演）
- 開運!なんでも鑑定団（テレビ東京系列）ゲスト出演
- 紳助社長のプロデュース大作戦!（TBS系列）
- ホンネの殿堂!!紳助にはわかるまいっ（フジテレビ）（準レギュラー）
- Oh!どや顔サミット（テレビ朝日）（不定期）
- オールスター感謝祭（TBS）
- オールスター後夜祭（2018年4月1日、2018年10月7日[19]、2019年4月7日[20]、TBS）
- こんなところでキャンパーズ!（2022年9月28日 - 11月9日・2023年5月3日 - 31日・2024年2月14日 - 3月6日・2025年1月6日 - 27日、 BS松竹東急）
- 大人のバイク時間 MOTORISE（BS11）
- FNS27時間TV 鬼笑い祭 (2023年 7月23-24日) - 100kmサバイバルマラソン 千鳥軍として

### テレビドラマ
- みにくいアヒルの子（フジテレビ系列）
- 33分探偵（フジテレビ系列、第8話） - オバマ役
- セレブと貧乏太郎（フジテレビ系列、第9話） - オバマ役
- オトメン（乙男）〜夏〜（フジテレビ系列、第2話） - オバマ先生役
- アンタッチャブル〜事件記者・鳴海遼子〜（テレビ朝日系列、第6話） - マンションの管理人役
- 新春東京ツアー どえりゃあ婆ちゃん探偵団〜湯けむりパラダイスの怪事件（フジテレビ系列） - ひったくり犯役
- ドクターX〜外科医・大門未知子〜 第1シリーズ 第2話（2012年10月25日、テレビ朝日） - 警備員役
- 松本清張没後20年・ドラマスペシャル 熱い空気（テレビ朝日系列） - クリーニングの御用聞き役
- おかしな刑事15（2017年） ‐ 井上刑事

### 映画
- 地球防衛未亡人（トラヴィス、2014年） - オズマ大統領役
- 愚か者のブルース(2022年) - キヌ 役[21]

### Vシネマ
- 工業哀歌バレーボーイズ（1992年、徳間ジャパンコミュニケーションズ） - 赤木駿 役
- サギ師一平 絵画大好き! （2001年、アンカー・ビュジュアルネットワーク） - カメラマン 役
- けっこう仮面 シリーズ（2007年、アートポート） - サタンの足の爪 役
  - けっこう仮面 ロワイヤル（2007年5月）
  - けっこう仮面 プレミアム（2007年6月）
  - けっこう仮面 フォーエバー（2007年7月）
- 覇者の掟（2019年） - 沖野拓郎 役
  - 覇者の掟 第三章（2019年7月） - 二代目松井組若頭
  - 覇者の掟 第四章（2019年9月） - 初代沖野組組長

### ゲーム
- ØSTORY（エニックス、2000年） - 小松原剛役

### CM
- アサヒ飲料 WONDA モーニングショット（2003年）
- 旅チャンネルアメリカ特集PR（2009年）

## 獲得タイトル
- 第2代 芸能界気の毒な夫 王座